# Chrysotus unicolor
Chrysotus unicolor är en tvåvingeart som beskrevs av Becker 1919. Chrysotus unicolor ingår i släktet Chrysotus och familjen styltflugor.
Artens utbredningsområde är Ecuador. Inga underarter finns listade i Catalogue of Life.